# A csodálatos papucs
A csodálatos papucs (eredeti cím: Мук-скороход, magyaros átírással Muk-szkorohod) 1975-ben készült szovjet rajzfilm, amely Wilhelm Hauff A kis Mukk története című meséje alapján készült.
A Szovjetunióban 1975-ben, Magyarországon 1984. december 8-án az MTV1-en vetítették le a televízióban.

## Szereplők
| Szereplő           | Eredeti hang    | Magyar hang      |
| ------------------ | --------------- | ---------------- |
| Mukk               | Galina Ivanova  | Szerencsi Éva    |
| Sah (Padisah)      | Mihail Kozakov  | Raksányi Gellért |
| Varázslónő (Hanum) | Georgij Milljar | Bakó Márta       |
| Sportkommentátor   | Rolan Bikov     | Tyll Attila      |
| Mesélő             | Natan Lernyer   | Simorjay Emese   |

További magyar hangok: Basilides Zoltán, Horváth Pál, Turgonyi Pál

## Betétdalok
| Magyar          | Magyar             | Orosz                        | Orosz            |
| Dal             | Előadó             | Dal                          | Előadó           |
| --------------- | ------------------ | ---------------------------- | ---------------- |
| Mukk főcímdala  | Szerencsi Éva      | Первая песня Маленького Мука | Galina Ivanova   |
| Varázslónő dala | Bakó Márta         | От звука „мяу“ я млею и таю… | Georgij Milljar  |
| A macskák dala  | N/A                | Вперёд, коты! Трубой хвосты! | N/A              |
| Mukk dala       | Szerencsi Éva      | Вторая песня Маленького Мука | Galina Ivanova   |
| Sah dala        | Raksányi Gellért ? | Бегут кареты и телеги…       | Mihail Kozakov ? |